# Carpacoce curvifolia
Carpacoce curvifolia är en måreväxtart som beskrevs av Christian Puff. Carpacoce curvifolia ingår i släktet Carpacoce och familjen måreväxter. Inga underarter finns listade i Catalogue of Life.